# Tynecastle Park
Der Tynecastle Park ist ein Fußballstadion in der schottischen Hauptstadt Edinburgh, Vereinigtes Königreich. Das Stadion ist Eigentum und Heimspielstätte des Fußballclubs Heart of Midlothian. In der Anlage sind nur Sitzplätze vorhanden, die Kapazität beträgt 20.099 Zuschauer. Im Jahr 1932 wurde mit 53.396 Zuschauern beim Spiel der Hearts gegen die Glasgow Rangers der noch gültige Zuschauerrekord aufgestellt. Anhänger nennen das Stadion „Tynie“.

## Geschichte
Das Stadion wurde am 10. April 1886 eingeweiht und ist eines der ältesten Stadien in Schottland. Die erste Gastmannschaft waren die Bolton Wanderers, die gegen die Hearts mit 1:4 verloren. 1892 fand das erste Länderspiel gegen Wales in dem Stadion statt. Schottland gewann mit 6:1. Nur 1200 Zuschauer sahen das Spiel, da viele dachten, das Spiel wäre wegen eines Schneesturms verschoben worden. Im selben Jahr wurde die Südtribüne überdacht. 1927 erhielt die BBC die Erlaubnis für Radioübertragungen aus dem Innenraum.
Im Jahr 1954 wurde die Spielstätte umgebaut und damit zum ersten Stadion in Schottland, das komplett aus Beton gebaut wurde. Durch die Umbaumaßnahmen wurde die Kapazität auf 54.359 Zuschauer erhöht. Aus Sicherheitsgründen wurde bei Spitzenspielen nur 49.000 Zuschauern Einlass gewährt. Im Jahr 1957 wurde eine Flutlichtanlage installiert. Nach der Anpassung des Spielfelds an den UEFA-Standard fanden nur noch 18.008 Zuschauer Platz.
Im März 2016 wurden Planungen bekannt, nach denen der Main Stand, der seit dem Jahr 1919 nahezu unverändert war, von 4720 auf 7000 Plätze ausgebaut werden sollte. Damit würde die gesamte Stadionkapazität auf über 20.000 steigen. Der Umbau des Stadions begann im September 2017. In der Zeit des Umbaus absolvierte der Verein vier Heimspiele im Murrayfield Stadium. Die neue Haupttribüne wurde am 19. November 2017 zum Spiel gegen Partick Thistle für das Publikum freigegeben. Es fanden sich 16.999 Zuschauer im Stadion ein. Die Partie endete 1:1. Die Stadionkapazität beträgt mit der neuen Tribüne 20.099 Besuchern. Die ursprünglich veranschlagten Kosten waren von 12 auf 15 Millionen Pfund gestiegen.

## Galerie

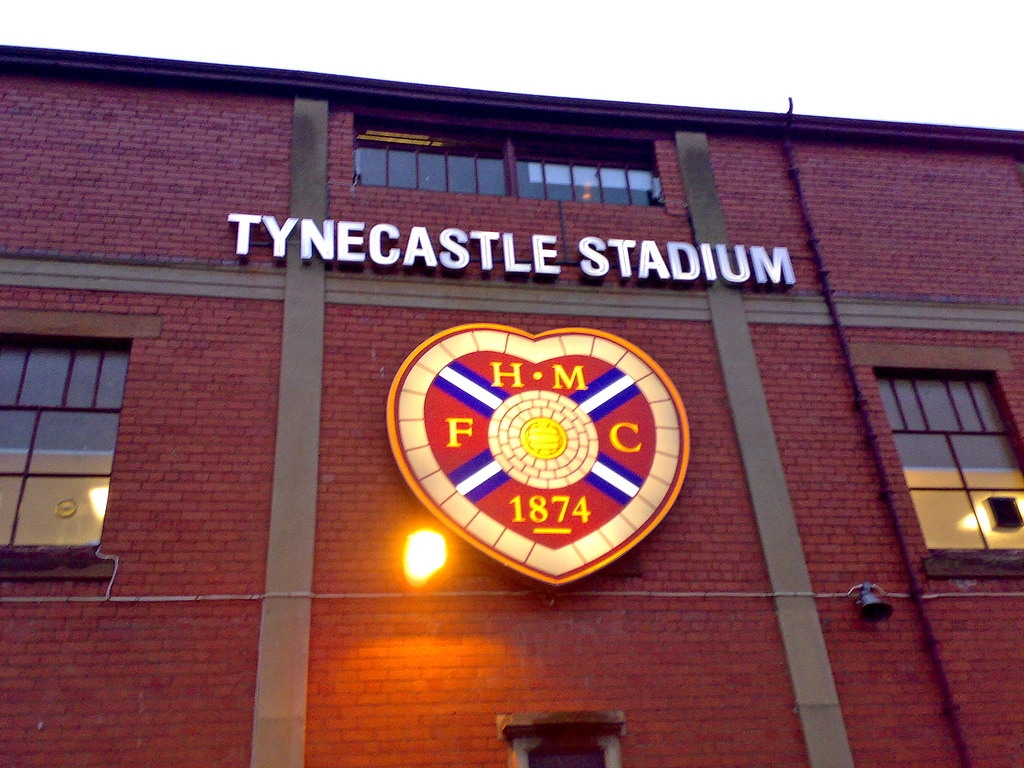
Das Wappen der Hearts auf der Fassade des Tynecastle Park
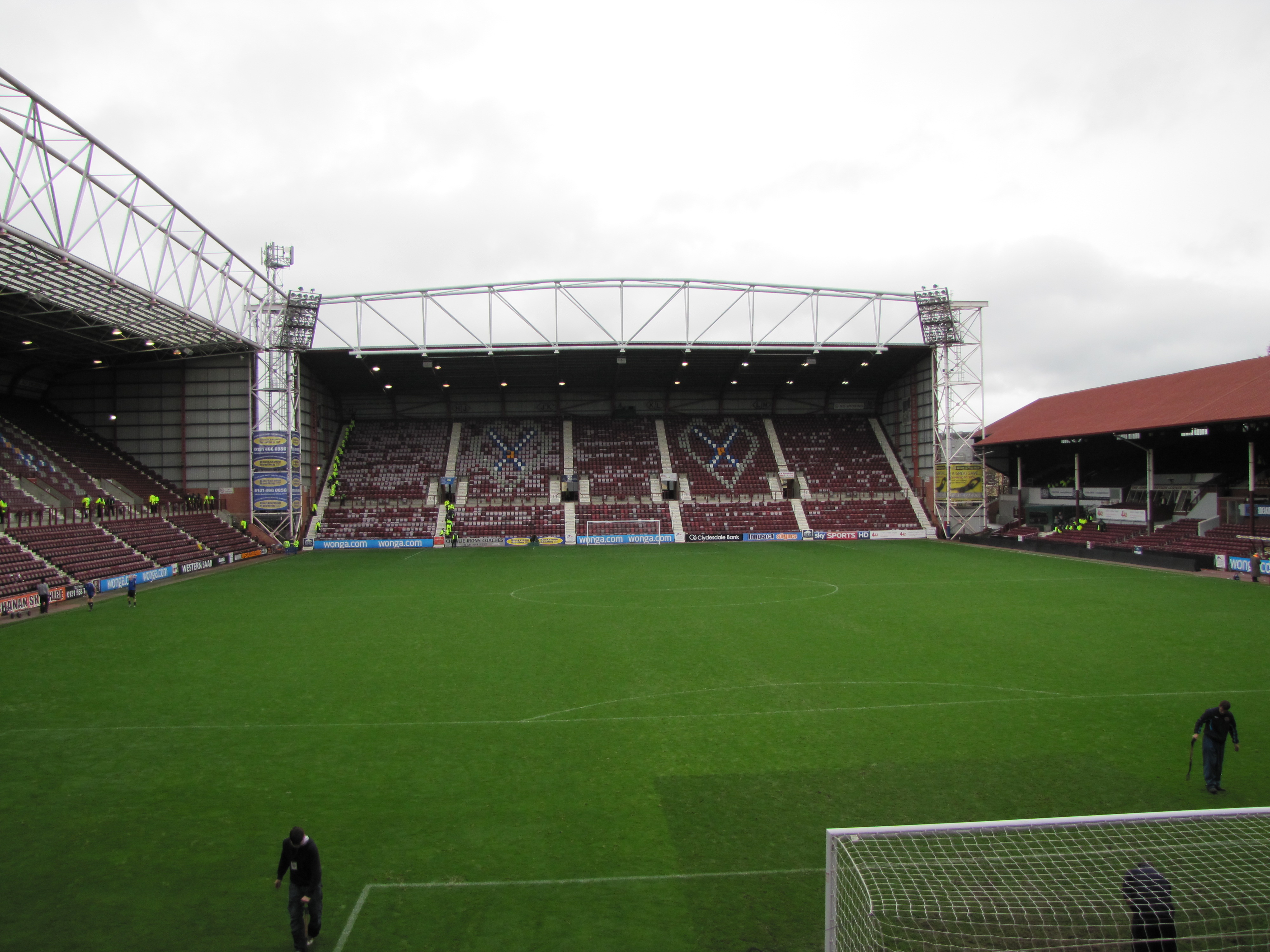
Der Wheatfield Stand, Roseburn Stand und der alte Main Stand (v. l.) vom Gorgie Stand fotografiert
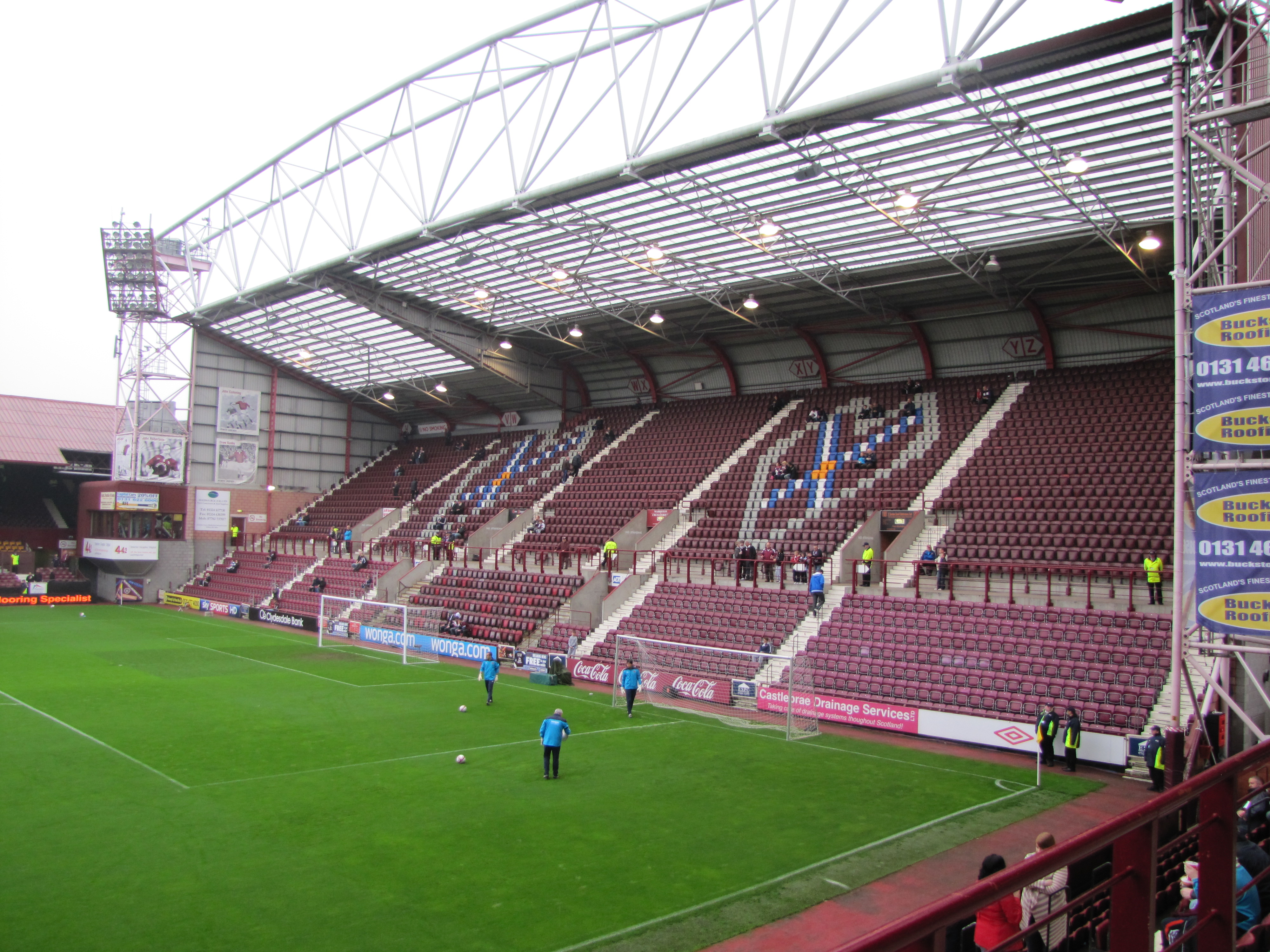
Der Gorgie Stand (2011)